# Herb gminy Wąpielsk
Herb gminy Wąpielsk – jeden z symboli gminy Wąpielsk, ustanowiony 28 lipca 2017.

## Wygląd i symbolika
Herb przedstawia na tarczy  w polu czerwonym w górnej części złotą muszlę, zaś u dołu takąż wstęga pofalowaną w pas, środkiem srebrny mur zamkowy z przejazdem bramnym.  Złota muszla ma symbolizować Świętego Jakuba i szlak pielgrzymi jaki wiedzie północną częścią gminy. Złoty pas to rzeka Drwęca, dawny szlak handlowy i komunikacyjny, z racji dawnego i obecnego bogactwa w rybę żywicielka mieszkańców. Mur srebrny z przejazdem bramnym to symbol zamku gotyckiego w Radzikach Dużych.